# Severnaja (affluente della Tunguska Inferiore)
La Severnaja (in russo Северная?) è un fiume della Russia siberiana orientale, affluente di destra della Tunguska Inferiore. Scorre nel Territorio di Krasnojarsk; nei tratti inferiori traccia il confine tra i rajon Turuchanskij ed Ėvenkijskij.
Il fiume ha origine dal lago Severnoe e scorre attraverso le gole dell'altopiano Putorana sull'altopiano della Siberia centrale. Il fiume ha una lunghezza di 331 km, il bacino misura 21 200 km². Sfocia nella Tunguska Inferiore a 63 km dalla foce.  Il suo bacino comprende anche il grande lago Ėpekli e un gran numero di laghi minori e si trova tra i bacini fluviali della Kurejka e del Vivi.
Nel corso superiore, il fiume ha un carattere montuoso, la valle è stretta; a valle si alternano tratti di allargamento e restringimento. Ci sono molte rapide, affioramenti rocciosi e spaccature nel letto del fiume. Il fiume si congela a ottobre e sgela a fine maggio. È frequentato per il rafting e la pesca, Il fiume è popolato da: taimen, Brachymystax lenox, temolo e coregoni.